# Undisputed III: Redemption
Undisputed III: Redemption es la tercera entrega de la saga iniciada por la película Undisputed. La película está protagonizada por Scott Adkins, Mykel Shannon Jenkins y Hristo Shopov, y está dirigida por Isaac Florentine.

## Sinopsis
La película se ambienta pocos años después de la lucha entre Yuri Boyka y George Chambers. Hundido y resignado a su suerte en el sistema carcelario y habiendo sido negada su solicitud de libertad, Yuri Boyka (Scott Adkins) se ha convertido en el conserje de la instalación, y pasa el tiempo fregando los corredores del sistema de aguas residuales. Debido a la grave lesión de rodilla sufrida en su combate con Chambers, Yuri intenta olvidar su carrera en el cuadrilátero leyendo la Biblia. Mientras tanto Gaga (Mark Ivanir),  su antiguo mánager, ha expandido el sistema de luchas de artes marciales mixtas en la prisión hasta un nivel internacional, celebrando intercambios con otras cárceles para traer a los mejores luchadores a competir por una oportunidad de libertad. Cuando Boyka oye esto, comienza a entrenar en secreto para restablecer la rodilla y, cuando un preso llamado Vladimir Sykov (Esteban Cueto) es designado como representante de la prisión, Yuri le reta a un combate por este puesto, a lo que Gaga accede creyendo que Boyka quiere morir en el ring. Cuando Yuri derrota fácilmente a Sykov, el personal de la prisión le designa a él en su lugar, mientras el luchador intenta ocultar el dolor de la rodilla.
Boyka es transferido a la prisión de Máxima Seguridad de Gorgon en la República de Georgia, donde se une a un variopinto grupo de luchadores internacionales. Uno de ellos, un americano apodado "Turbo" (Mykel Shannon Jenkins), se define rápidamente como un insubordinado rebelde, lo que irrita a los demás presos y trae a Yuri recuerdos de Chambers ("Turbo" y Chambers son americanos, de raza negra y ambos usan el estilo del box americano). A medida que los días antes del torneo pasan, Boyka y los demás se dan cuenta de que uno de ellos, un luchador de Colombia llamado Raúl "Dolor" Quiñones (Marko Zaror), está recibiendo tratamiento preferente con respecto al resto de parte de las autoridades del torneo a fin de convertirle en el ganador predeterminado.
Durante la primera ronda del torneo, Turbo gana su primer combate contra el luchador de Croacia, utilizando un veloz estilo de boxeo modificado con defensa y contraataque de codo destinados a fracturar las manos de su oponente. Boyka también gana su primera lucha, derrotando fácilmente al representante de Francia, Jean Duport (Trayan Milenov-Troy), y siendo aclamado de nuevo por el público, y Dolor hace otro tanto en su combate contra el representante de Corea del Norte Chai Lam (Ilram Choi), al que derrota sin ningún esfuerzo, a pesar del gran atleticismo del norcoreano. En ese momento se revela que los perdedores del torneo son fusilados en secreto. Al día siguiente, Boyka es encadenado a Turbo durante los trabajos forzados en las canteras aledañas a la prisión, con Turbo provocando una lucha entre ellos al burlarse de él. Los dos son separados y puestos en celdas de castigo contiguas, donde Turbo sigue mofándose de la confianza de Yuri y llamándole cobarde por golpearlo sin aviso. Sin embargo, a medida que el aislamiento transcurre, Turbo comienza a desmoronarse psicológicamente, ya que en su celda es forzado a permanecer de pie indefinidamente y tratando de ignorar las ratas del suelo, mientras que Boyka, acostumbrado a la suciedad y la oscuridad, debe hacer frente al dolor de la rodilla. Finalmente, los dos son liberados gracias a los contactos de sus mánager, Gaga y Farnatti (Roberto Constanzo), que son viejos amigos y rivales. Cuando éstos descubren cómo han sido tratados sus protegidos, acuden iracundos a Rezo (Vernon Dobtcheff) y Kuss (Hristo Shopov), los directores del torneo, quienes les revelan que todo está, efectivamente, preparado, y les recomiendan con honestidad que apuesten por Dolor para salir de allí con beneficio. Ellos aceptan, dándose cuenta de que sus lealtades hacia Yuri y Turbo se reducen al dinero.
Lentamente, Turbo y Boyka comienzan a confiar el uno en el otro debido a tener que trabajar encadenados, y deciden centrarse en derrotar a Dolor y ganar el torneo, entrenando juntos con el trabajo al que están obligados. A medida que pasa el tiempo, Turbo comienza a mostrar una personalidad más razonable, revelándose su pasado como marine, y proclama el lema del cuerpo, "Improvisar, Adaptarse, Vencer", para ser la guía de ambos. Con la rodilla significativamente recuperada gracias a una terapia holística realizada por Turbo, Boyka se enfrenta al representante de Brasil, Andriago Silva (Lateef Crowder), usuario de un flexible estilo de capoeira. El brasileño resulta estar al nivel de Boyka y su ofensiva ocasiona que la lesión de rodilla de Yuri se resienta, hecho que es apreciado por Dolor, descubriendo el punto débil de Boyka. Al final, Boyka consigue llevarle ventaja con sus rápidos bloqueos y puñetazos de taekwondo, kickboxing y wushu, y somete a Andriago con un triangle choke para ganar la lucha; acto seguido, Yuri ayuda a su oponente a levantarse y le felicita por el combate, siendo la primera vez en su carrera en demostrar tal respeto por un rival. Mientras tanto, Turbo es provocado por los guardias y Kuss a una reyerta y es apaleado por ellos, en un intento de debilitarlo antes de su enfrentamiento con Dolor. Viéndole en ese estado, Boyka lo convence de huir en vez de luchar así contra Dolor; al principio su orgullo y tenacidad le impiden a Turbo entrar en razón, pero el acertado razonamiento de Boyka y la revelación de un preso de que los luchadores perdedores son ejecutados en secreto convencen a Turbo que hay que vivir para pelear otro día y que solo escapando logrará sobrevivir, lo que consigue cuando entre él y Boyka reducen a los guardias de una zona de trabajo junto a un denso bosque.
Yuri es llevado de nuevo a prisión, donde es confrontado por Rezo, Kuss y Gaga. Viendo que ha perdido todos sus apoyos, Boyka decide arruinar sus apuestas derrotando a Dolor en la improvisada ronda final. Llegado el combate, Dolor comienza atacando a Boyka con rápidos golpes y evasiones, pero Boyka contrarresta con su habilidad para revertir movimientos. Evitando una de las poderosas patadas de Yuri, Dolor consigue apresar su pierna e incapacitar la rodilla con una sumisión básica, agravando su lesión y privándole de su ventaja. Gracias a ello, Dolor domina totalmente a Boyka con largas sucesiones de golpes de kárate y kung-fu que ponen a prueba su tolerancia al dolor y su resistencia, culminando con una patada que le arroja del cuadrilátero. Al verse en ese trance, Boyka no puede levantarse y parece que la lucha ha terminado, pero tras fijarse en el cubo y la mopa de limpiar la sangre del ring, comienza a recordar cuando trabajaba fregando los canales de agua y recupera las fuerzas, decidiéndose a volver. Utilizando la almohadilla de la mopa para vendarse la rodilla, Boyka entra en el ring de nuevo y sorprende a Dolor, que se hallaba celebrando su aparente victoria. Utilizando un nuevo estilo adaptado a su nueva situación -tal y como decía el lema de Turbo-, Boyka derriba a Dolor y retoma el rumbo del combate, empleando complejas fintas de jiu-jitsu y wushu para superar a su oponente. Finalmente Dolor, cegado por la ira, lanza una patada con todas sus fuerzas a la rodilla acolchada de Boyka, fracturándose la tibia y el peroné en el proceso y dando fin a la lucha. Boyka es declarado ganador. Estupefacto, Farnatti se levanta maldiciéndole por derrotar a Dolor y desaparece. Antes de irse, Boyka fulmina con la mirada a Gaga, y éste se enfurece con Rezo por haber perdido cinco millones de dólares apostando por Dolor, agrediéndole hasta que su guardaespaldas lo detiene, por lo que le rompe la nariz a este.
Desesperado, Farnatti confronta a Rezo y le dispara para llevarse el dinero, antes de ser asesinado él también por Kuss. A pesar de ganar el torneo, Boyka no es liberado, ya que los guardias no han encontrado a Turbo. Estos deciden que ya que Yuri fue el artífice de la huida de Turbo y que éste permanece libre, Boyka será ejecutado en secreto como si hubiera perdido; él, calmadamente, decide que no le importa morir, pues tiene la convicción de haber hecho lo correcto y se ha demostrado a sí mismo los frutos de su evolución personal. Los guardias lo llevan a unas ruinas lejanas donde mataron a los demás luchadores y justo cuando lo van a asesinar, Turbo vuelve y acaba con ellos en un breve tiroteo. Ambos huyen hasta un coche, donde encuentran a Gaga con un montón de dinero. El mánager revela que aun con la rodilla lesionada nunca perdió la confianza en Boyka, llamándole "El Mejor Luchador del Mundo" y que apostó por él a espaldas de Farnatti, habiendo fingido enfadarse con Rezo para que éste no se diera cuenta; igualmente, se revela que fue él quien rescató a Turbo después de su primera huida. Con un nuevo futuro por delante, los tres deciden repartirse el dinero y separarse, momento en el que Turbo dice a Boyka su auténtico nombre: Jericho Jones. En gratitud, Yuri le agradece por "haber derribado las murallas" para él, haciendo referencia a la historia bíblica del muro de Jericó. Turbo le informa que seguirá con Gaga para intentar hacer más dinero en las luchas clandestinas y así un día regresar con sus hijos, y reta amistosamente a Boyka a una lucha en el futuro, a lo que éste acepta. Le película termina entonces con Boyka corriendo hacia la libertad con su parte del dinero, mientras la cámara enfoca a un letrero que dice "BON VOYAGE".

## Reparto
- Scott Adkins como Yuri Boyka.
- Mykel Shannon Jenkins como Jericho "Turbo" Jones.
- Mark Ivanir como Gaga.
- Hristo Shopov como Kuss.
- Marko Zaror como Raúl "Dolor" Quiñones.
- Lateef Crowder Dos Santos como Andriago Silva.
- Ilram Choi como Chai Lam.
- Trayan Milenov-Troy como Jean Duport.
- Esteban Cueto como Vladimir Sykov.
- Roberto Constanzo como Farnatti.
- Vernon Dobtcheff como Rezo.
- Valentin Ganev como Markov.
- Velislav Paulov como el guardia jefe.
- Michael Baral como el director del casino.